# Suolijärvi (sjö i Lappland)
Kertunjärvi eller Suolijärvi (?) är en sjö i Finland. Den ligger i kommunen Torneå i landskapet Lappland, i den norra delen av landet, 700 km norr om huvudstaden Helsingfors. Kertunjärvi ligger 114,1 meter över havet. Arean är 26 hektar och strandlinjen är 4,23 kilometer lång. Sjön  ingår i Torne älvs huvudavrinningsområde. 